# Orgue de Santa Maria de Seguero
Orgue de l'església de Santa Maria de Segueró, l'orgue de pedals està molt malmès.

## Característiques i Història
Tenim poca informació: va ser fet de fusta policromada, tubs d'estany i el teclat original encara és visible. Aquesta obra va ser feta durant les reformes que es van portar a terme al llarg del segle xviii.
Actualment s'ha aconseguit fer una restauració virtual de l'instrument.
per a més informació adreceu-vos a Santa Maria de Segueró.